# Giacinto Bonacquisti
Giacinto Bonacquisti (* 31. Januar 1937 in Rom; † 8. August 2008 in Collepardo, Provinz Frosinone) war ein italienischer Filmregisseur, Regieassistent und Drehbuchautor.

## Leben
Bonacquisti, dessen Eltern aus Collepardo stammten, begann als Schnittassistent in der Cinecittà und fungierte später als Filmeditor und Drehbuchautor bei einigen Trashfilmen von Aristide Massaccesi und Bruno Mattei. Zwischen 1979 und 1989 zeichnete er auch als Regisseur für drei Filme verantwortlich, die allerdings nur limitierte Distribution erhielten.

## Filme als Regisseur
- 1979: L'albero della maldicenza
- 1983: I briganti
- 1989: Escurial (aufgeführt 1991)